# Mantidactylus femoralis
A Mantidactylus femoralis  a kétéltűek (Amphibia) osztályába és  a békák (Anura) rendjébe, az aranybékafélék (Mantellidae) családjába tartozó faj. 

## Előfordulása
Madagaszkár endemikus faja. Elterjedési területe nagy, ennek oka valószínűleg a taxonómiai besorolás pontatlansága. A szigeten a tengerszinttől 2500 m-es magasságig honos. 

## Megjelenése

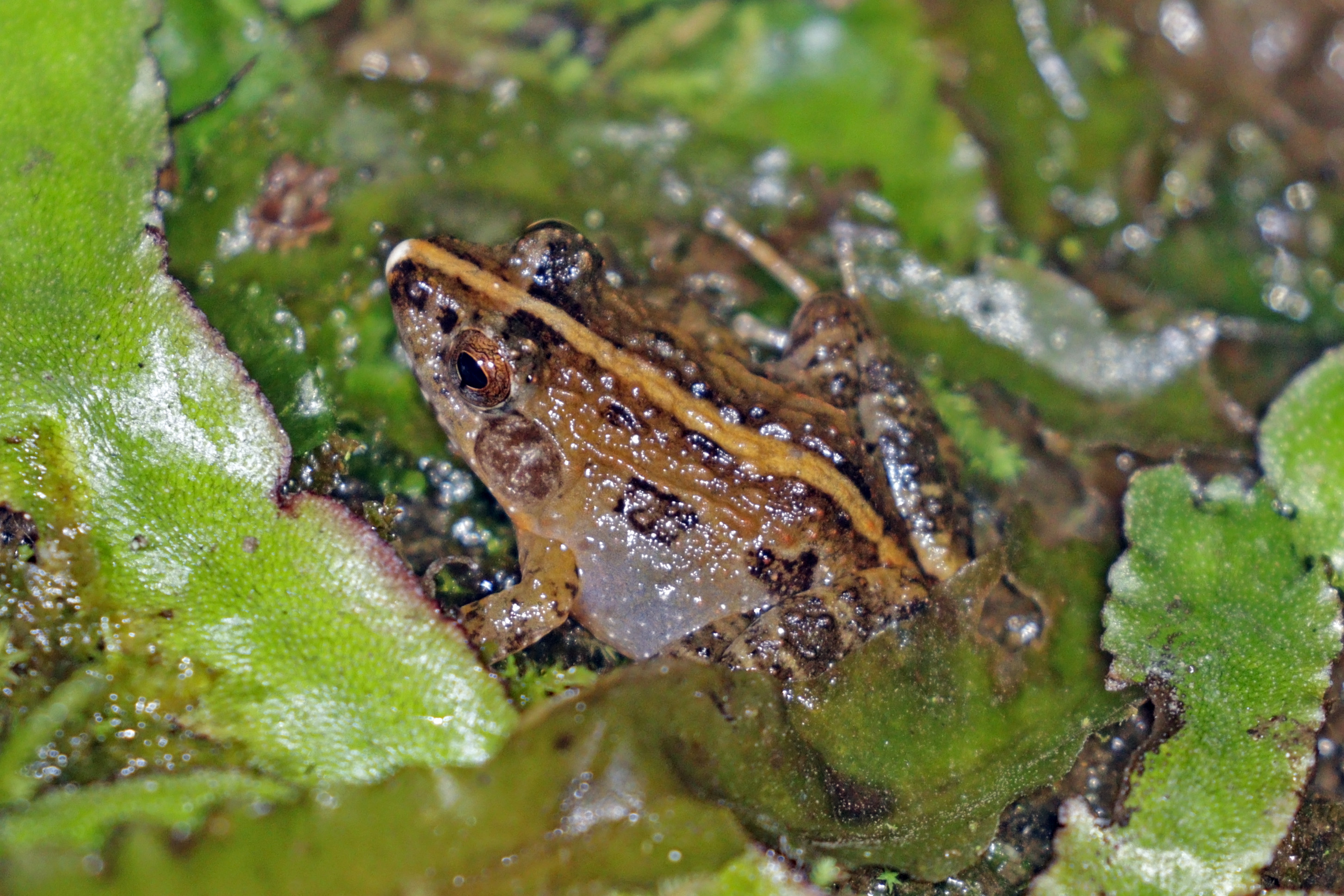
Egy példány a Ranomafana Nemzeti Parkban

Közepes méretű Mantidactylus faj. A hímek mérete 31–37 mm, a n őstényeké 45–55 mm. Ujjai végén enyhén megnövekedett korongok láthatók. Háti bőre szemcsézett. Lágyéktájon feltűnő, nagy méretű sárga folt található, a sárga szín néha átnyúlik a hasi oldalra, ami normál esetben sötét árnyalatú.
Általában az esőerdők vízfolyásai mentén fordul elő, a partokhoz közel, de a vízben ritkán látható.

## Természetvédelmi helyzete
A vörös lista a nem fenyegetett fajok között tartja nyilván. Elterjedési területe nagy, jól alkalmazkodik a különböző élőhelyekhez, populációjának egyedszáma nagynak mondható. Számos védett területen előfordul, talán csak a szélsőséges erdőirtás jelent veszélyt rá. Ugyanakkor a csoport még fel nem tárt egyes fajai feltehetően veszélyeztetettek.